# Jérôme Rothen
Jérôme René Marcel Rothen (Châtenay-Malabry, París, 31 de marzo de 1978) es un exfutbolista francés que jugaba en la posición de centrocampista o de defensa. Actualmente trabaja como comentarista deportivo para la cadena SFR1 de Francia.

## Biografía
Empezó su carrera en el SM Caen y el Troyes AC, antes de que fuera fichado por el AS Monaco en 2001. Más tarde recalaría en el Paris Saint Germain, donde ha desarrollado casi toda su carrera, bien como interior zurdo, bien como mediapunta. Es de destacar su polivalencia en el terreno de juego y, sobre todo, su calidad en el toque, en el golpeo a balón parado y en el centro, lo que le valió que en la cumbre de su carrera se le llamara  "el David Beckham zurdo". 
Formaba parte de la selección francesa en la Eurocopa del 2004, donde hizo una breve aparición como suplente en su derrota frente a Grecia en los cuartos de final. Siendo parisino, pasó su infancia soñando con el fichaje por el equipo de la capital, el Paris Saint Germain, que logró en el verano del 2006. La pérdida de forma de Rothen que le ocasionó el traspaso del Mónaco al PSG por un montante total de 10 millones de euros significó la pérdida de su puesto en la Copa Mundial de Fútbol de 2006. En el verano de 2009 firma por el Glasgow Rangers. En el mercado de invierno de 2010 firmó por el equipo turco de la ciudad de Ankara, el MKE Ankaragücü, entrenado por su compatriota Roger Lemerre, en calidad de cedido. En junio de 2011 Firma por el SC Bastia por dos temporadas.

## Selección nacional
Rothen ha jugado 13 veces con la selección francesa en la que marcó un gol; y participó sin gloria en la  Eurocopa del 2004.

### Participaciones en Eurocopas
| Copa          | Sede     | Resultado        | Partidos | Goles |
| ------------- | -------- | ---------------- | -------- | ----- |
| Eurocopa 2004 | Portugal | Cuartos de final | 1        | 0     |

### Participaciones en Copa Confederaciones
| Copa                      | Sede    | Resultado | Partidos | Goles |
| ------------------------- | ------- | --------- | -------- | ----- |
| Copa Confederaciones 2003 | Francia | Campeón   | 1        | 0     |

## Estadísticas

### Clubes
| Club | Div.          | Temporada     | Liga  | Liga  | Copas nacionales(1) | Copas nacionales(1) | Copa de la Liga(2) | Copa de la Liga(2) | Torneos internacionales(3) | Torneos internacionales(3) | Otros(4) | Otros(4) | Total | Total |
| Club | Div.          | Temporada     | Part. | Goles | Part.               | Goles               | Part.              | Goles              | Part.                      | Goles                      | Part.    | Goles    | Part. | Goles |
| --- | ------------- | ------------- | ----- | ----- | ------------------- | ------------------- | ------------------ | ------------------ | -------------------------- | -------------------------- | -------- | -------- | ----- | ----- |
| S. M. Caen Francia | 2.ª           | 1997-98       | 23    | 3     | 3                   | 0                   | 0                  | 0                  | —                          | —                          | —        | —        | 26    | 3     |
| S. M. Caen Francia | 2.ª           | 1998-99       | 37    | 5     | 0                   | 0                   | 2                  | 0                  | —                          | —                          | —        | —        | 39    | 5     |
| S. M. Caen Francia | 2.ª           | 1999-00       | 38    | 3     | 0                   | 0                   | 1                  | 0                  | —                          | —                          | —        | —        | 39    | 3     |
| S. M. Caen Francia | 2.ª           | 2013-14       | 8     | 1     | 0                   | 0                   | 2                  | 0                  | —                          | —                          | —        | —        | 10    | 1     |
| S. M. Caen Francia | Total club    | Total club    | 106   | 12    | 3                   | 0                   | 5                  | 0                  | —                          | —                          | —        | —        | 124   | 12    |
| Troyes A. C. Francia | 1.ª           | 2000-01       | 30    | 4     | 5                   | 0                   | 3                  | 0                  | —                          | —                          | —        | —        | 38    | 4     |
| Troyes A. C. Francia | 1.ª           | 2001-02       | 16    | 0     | 1                   | 0                   | 1                  | 0                  | 12                         | 2                          | —        | —        | 30    | 2     |
| Troyes A. C. Francia | Total club    | Total club    | 46    | 4     | 6                   | 0                   | 4                  | 0                  | 12                         | 2                          | —        | —        | 68    | 6     |
| A. S. Monaco F. C. Francia | 1.ª           | 2001-02       | 11    | 1     | 3                   | 0                   | 1                  | 0                  | —                          | —                          | —        | —        | 15    | 1     |
| A. S. Monaco F. C. Francia | 1.ª           | 2002-03       | 37    | 4     | 1                   | 0                   | 4                  | 0                  | —                          | —                          | —        | —        | 42    | 4     |
| A. S. Monaco F. C. Francia | 1.ª           | 2003-04       | 34    | 0     | 3                   | 0                   | 0                  | 0                  | 12                         | 1                          | —        | —        | 49    | 1     |
| A. S. Monaco F. C. Francia | Total club    | Total club    | 82    | 5     | 7                   | 0                   | 5                  | 0                  | 12                         | 1                          | —        | —        | 106   | 6     |
| Paris Saint-Germain F. C. Francia | 1.ª           | 2004-05       | 18    | 1     | 1                   | 0                   | 0                  | 0                  | 2                          | 0                          | 1        | 0        | 22    | 1     |
| Paris Saint-Germain F. C. Francia | 1.ª           | 2005-06       | 28    | 1     | 4                   | 0                   | 1                  | 0                  | —                          | —                          | —        | —        | 33    | 1     |
| Paris Saint-Germain F. C. Francia | 1.ª           | 2006-07       | 27    | 2     | 3                   | 0                   | 1                  | 0                  | 4                          | 0                          | 1        | 1        | 36    | 3     |
| Paris Saint-Germain F. C. Francia | 1.ª           | 2007-08       | 32    | 3     | 3                   | 0                   | 5                  | 1                  | —                          | —                          | —        | —        | 40    | 4     |
| Paris Saint-Germain F. C. Francia | 1.ª           | 2008-09       | 34    | 3     | 2                   | 0                   | 3                  | 0                  | 10                         | 1                          | —        | —        | 49    | 4     |
| Paris Saint-Germain F. C. Francia | Total club    | Total club    | 139   | 10    | 13                  | 0                   | 10                 | 1                  | 16                         | 1                          | 2        | 1        | 180   | 13    |
| Paris Saint-Germain F. C. "II" Francia | 1.ª           | 2009-10       | 1     | 0     | —                   | —                   | —                  | —                  | —                          | —                          | —        | —        | 1     | 0     |
| Paris Saint-Germain F. C. "II" Francia | 1.ª           | 2010-11       | 2     | 0     | —                   | —                   | —                  | —                  | —                          | —                          | —        | —        | 2     | 0     |
| Paris Saint-Germain F. C. "II" Francia | Total club    | Total club    | 3     | 0     | —                   | —                   | —                  | —                  | —                          | —                          | —        | —        | 3     | 0     |
| Rangers F. C. Escocia | 1.ª           | 2009-10       | 4     | 0     | 0                   | 0                   | 1                  | 0                  | 3                          | 0                          | —        | —        | 8     | 0     |
| Ankaragücü Turquía | 1.ª           | 2009-10       | 12    | 0     | 0                   | 0                   | —                  | —                  | –                          | –                          | —        | —        | 12    | 0     |
| S. C. Bastiais Francia | 2.ª           | 2011-12       | 32    | 4     | 2                   | 1                   | 1                  | 0                  | —                          | —                          | —        | —        | 35    | 5     |
| S. C. Bastiais Francia | 1.ª           | 2012-13       | 28    | 3     | 0                   | 0                   | 2                  | 0                  | —                          | —                          | —        | —        | 30    | 3     |
| S. C. Bastiais Francia | Total club    | Total club    | 60    | 7     | 2                   | 1                   | 3                  | 0                  | —                          | —                          | —        | —        | 65    | 8     |
| Total carrera | Total carrera | Total carrera | 452   | 38    | 31                  | 1                   | 28                 | 1                  | 43                         | 4                          | 2        | 1        | 566   | 45    |
| (1) Incluye datos de la Copa de Francia. (2) Incluye datos de la Copa de la Liga de Francia y Copa de la Liga de Escocia. (3) Incluye datos de la Copa Intertoto, Liga de Campeones y Copa de la UEFA. (4) Incluye datos de la Supercopa de Francia. |               |               |       |       |                     |                     |                    |                    |                            |                            |          |          |       |       |

## Palmarés

### Campeonatos nacionales
| Título          | Club                      | País    | Año  |
| --------------- | ------------------------- | ------- | ---- |
| Copa de la Liga | A. S. Monaco F. C.        | Francia | 2003 |
| Copa de Francia | Paris Saint-Germain F. C. | Francia | 2006 |
| Copa de la Liga | Paris Saint-Germain F. C. | Francia | 2008 |
| Ligue 2         | S. C. Bastiais            | Francia | 2012 |

### Campeonatos internacionales
| Título               | Club                 | Sede      | Año  |
| -------------------- | -------------------- | --------- | ---- |
| Copa Intertoto       | Troyes A. C.         | Newcastle | 2001 |
| Copa Confederaciones | Selección de Francia | Francia   | 2003 |

### Distinciones individuales
| Distinción                    | Año                |
| ----------------------------- | ------------------ |
| Equipo ideal de la Division 2 | 2000               |
| Equipo ideal de la Ligue 1    | 2003               |
| Jugador del mes según la LFP  | febrero de 2003    |
| Jugador del mes según la UNFP | septiembre de 2007 |
| Jugador del mes según la UNFP | febrero de 2012    |
| Equipo ideal de la Ligue 2    | 2012               |
| Jugador del año de la Ligue 2 | 2012               |